# Kritik
|  | Wiktionary har en ordboksartikel om kritik. |

Kritik är ett brett begrepp som omfattar exempelvis bedömning, recension, ifrågasättande och undersökning, till exempel av konst och andra kulturella företeelser och personers egenskaper, prestationer eller handlingar. Ordet används ofta i negativ mening, kritik kan även vara positiv och neutral. Neutral kritik kan ha som syfte att utveckla det sagda och berika samtalet. Kritik i denna betydelse är menat som starten på ett argumenterande samtal, inte som en bedömning. En person som mer eller mindre yrkesmässigt ger kritik kallas kritiker.
Kritik i bredare mening kan även kallas verbal, icke-verbal, fysisk och icke-fysisk.[förklaring behövs] Osaklig och nedvärderande kritik kan beskrivas som hån.
Konstruktiv kritik brukar avse kritik som är till för att förbättra det kritiserade, till exempel genom att ge förslag till förändring. Motsatsen är destruktiv kritik (alternativt okonstruktiv kritik).[källa behövs]

## Typer av kritik
- Arbetskritik
- Ekonomikritik
- Kritisk teori
- Källkritik
- Litteraturkritik
- Musikkritik
- Konstkritik
- Kulturkritik
- Teaterkritik
- Textkritik
- Samhällskritik
- Upplysningskritik